# Cerocala munda
Cerocala munda là một loài bướm đêm trong họ Erebidae.